# Liste der Baudenkmale in Ehra-Lessien
In der Liste der Baudenkmale in Ehra-Lessien sind alle Baudenkmale der niedersächsischen Gemeinde Ehra-Lessien aufgelistet. Die Quelle der Baudenkmale ist der Denkmalatlas Niedersachsen. Der Stand der Liste ist der 14. Januar 2023.

## Allgemein
In den Spalten befinden sich folgende Informationen:
- Lage: die Adresse des Baudenkmales und die geographischen Koordinaten. Kartenansicht, um Koordinaten zu setzen. In der Kartenansicht sind Baudenkmale ohne Koordinaten mit einem roten Marker dargestellt und können in der Karte gesetzt werden. Baudenkmale ohne Bild sind mit einem blauen Marker gekennzeichnet, Baudenkmale mit Bild mit einem grünen Marker.
- Bezeichnung: Bezeichnung des Baudenkmales
- Beschreibung: die Beschreibung des Baudenkmales. Unter § 3 Abs. 2 NDSchG werden Einzeldenkmale und unter § 3 Abs. 3 NDSchG Gruppen baulicher Anlagen und deren Bestandteile ausgewiesen.
- ID: die Objekt-ID des Baudenkmales
- Bild: ein Bild des Baudenkmales, ggf. zusätzlich mit einem Link zu weiteren Fotos des Baudenkmals im Medienarchiv Wikimedia Commons. Wenn man auf das Kamerasymbol klickt, können Fotos zu Baudenkmalen aus dieser Liste hochgeladen werden:

## Ehra-Lessien

### Gruppe: Gifhorner Straße 12
Die Gruppe hat die ID 33919719. Hofanlage mit Vierständer-Hallenhaus von 1868 sowie Fachwerkscheune der zweiten Hälfte 19. Jh., Hof mit gut erhaltenen Feldsteinpflasterung.

| Lage                                           | Bezeichnung               | Beschreibung | ID       | Bild |
| ---------------------------------------------- | ------------------------- | --- | -------- | ---- |
| Gifhorner Straße 12 52° 34′ 9″ N, 10° 47′ 5″ O | Wohn-/ Wirtschaftsgebäude | Vierständer-Hallenhaus unter Halbwalmdach in Schindeldeckung. Symmetrisches Fachwerkgefüge mit Ziegelausfachung, Gebälk mit profilierten Füllhölzern und Inschrift im Schwellbalken, südliche Dieleneinfahrt mit Inschriften sowie Ornamenten im Torsturz mit Datierung „1868“(i). Diele durch geschlossene Fachwerkwände begrenzt, gebundenes System mit Kopfbändern und Ständern nicht erhalten. | 33925193 | BW   |
| Gifhorner Straße 12 52° 34′ 9″ N, 10° 47′ 5″ O | Scheune                   | Fachwerkscheune unter Satteldach. Fachwerkgefüge mit Ziegelausfachung, Aussteifung durch Schwelle-Rähm-Streben. Zwei Quereinfahrten, ursprünglich rückwärtiger Schafstall. | 33925136 | BW   |

### Gruppe: Kiebitzmühle
Die Gruppe hat die ID 33919752.

| Lage                                      | Bezeichnung   | Beschreibung | ID       | Bild |
| ----------------------------------------- | ------------- | ------------ | -------- | ---- |
| Kiebitzmühle 52° 34′ 38″ N, 10° 50′ 52″ O | Mühlengebäude |              | 33925242 | BW   |
| Kiebitzmühle 52° 34′ 36″ N, 10° 50′ 50″ O | Nebengebäude  |              | 33925291 | BW   |
| Kiebitzmühle 52° 34′ 36″ N, 10° 50′ 51″ O | Wohnhaus      |              | 33925267 | BW   |

### Einzelbaudenkmale
| Lage                                            | Bezeichnung               | Beschreibung | ID       | Bild |
| ----------------------------------------------- | ------------------------- | --- | -------- | ---- |
| Am Dorfring 1 52° 34′ 7″ N, 10° 47′ 9″ O        | St. Michaelis             | Kleine Saalkirche als Ziegelbau mit Westturm mit an Südseite quer angebauten Pfarrhaus. Langschiff unter steilem Satteldach in Ziegelpfannendeckung, gestaffelte Strebepfeiler sowie große Maßwerksfenster, von Dreiecksgiebeln bekrönt und von zum Langschiff führenden Satteldächern überfangen sind, nach gotischem Vorbild. Weitere Fassadengliederung durch Blendmaßwerk. Westturm mit westlichen spitzbogigen und überstabten Eingangsportal mit der Jahreszahl 1903(i) im Tympanon, Schallarkaden im Glockenstuhl, vom kupfergedeckten Knickhelm mit Uhr bekrönt. Östlich ein seitliches Pfarrhaus mit holzverschalten DG unter halb abgewalmten Satteldach, daneben niedrigerer eingeschossiger Anbau als Gemeindesaal mit außermittigen Zwerchgiebel. | 33924993 |      |
| Am Dorfring 7 52° 34′ 7″ N, 10° 47′ 4″ O        | Wohnhaus                  | Stattliches, zweigeschossiges Wohnhaus einer Hofanlage unter Walmdach in Wellplattendeckung. EG massiv mit rustizierten Gebäudeecken, OG im vorkragenden Zierfachwerk. Mittiger Eingangsrisalit mit Viertelwalmabschluss, im Schwellriegel Inschrift. Mauerwerk und Ausfachungen in rotem Ziegelstein. | 33925017 | BW   |
| Platzstraße 1 52° 34′ 16″ N, 10° 45′ 22″ O      | Wohn-/ Wirtschaftsgebäude | Gebäude auf Ziegelsockel unter Halbwalmdach in Hohlpfannendeckung. Zweigeschossiger Wohnteil in Stockwerksbauweise mit symmetrischen Fachwerkabbund, mittiger Eingang hinter modernem Windfang. Zum Westen und Osten vorkragender Wirtschaftsteil in Geschossbauweise mit Querdiele. Ausfachung in Ziegelsetzung. Stattlicher Bau in dominanter Lage an Straßenkreuzung. | 33925315 | BW   |
| Bickelsteiner Heide 52° 36′ 4″ N, 10° 48′ 22″ O | Gedenkstein               | Bickelstein | 33925041 | BW   |
| Jagdbahn 52° 35′ 17″ N, 10° 42′ 52″ O           | Gedenkstein               | Stüder Kreuzstein | 33925221 | BW   |